# Josh Widdicombe
Joshua Michael Widdicombe (født 8. april 1983) er en engelsk komiker, tv-vært og skuespiller. Han er bedst kendt for sine optrædener i The Last Leg (2012–nu), Fighting Talk (2014–2016), Insert Name Here (2016–2019), Mock the Week (2012–2016) og hans BBC Three sitcom Josh (2015–2017). Han vandt også den første sæson af Taskmaster i 2015 og showets første Champion of Champions special i 2017.